# Lapin Track
Lapin Track (ラパントラック Rapan Torakku?) es un estudio de animación japonés con sede en Nishiogikubo, Tokio.

## Historia
Lapin Track fue fundada el 30 de junio de 2014 por exmiembros del estudio de animación Brain's Base. El estudio está estrechamente asociado con el director Kunihiko Ikuhara.

## Trabajos

### Series de televisión
| Año  | Título                                                                   | Director(es)                       | Fecha de primera transmisión | Fecha de última transmisión | Eps. | Notas                                                          | Refs.         |
| ---- | ------------------------------------------------------------------------ | ---------------------------------- | ---------------------------- | --------------------------- | ---- | -------------------------------------------------------------- | ------------- |
| 2015 | Yurikuma Arashi                                                          | Kunihiko Ikuhara                   | 5 de enero de 2015           | 30 de marzo de 2015         | 12   | Historia original En coproducción con Silver Link              | [ 3 ]         |
| 2016 | Endride                                                                  | Keiji Gotoh                        | 3 de abril de 2016           | 24 de septiembre de 2016    | 24   | Historia original En coproducción con Brain's Base             | [ 4 ]         |
| 2019 | Sarazanmai                                                               | Kunihiko Ikuhara Nobuyuki Takeuchi | 11 de abril de 2019          | 20 de junio de 2019         | 11   | Historia original En coproducción con MAPPA                    | [ 5 ]         |
| 2020 | Uchi Tama?! Uchi no Tama Shirimasen ka?                                  | Kiyoshi Matsuda                    | 9 de enero de 2020           | 19 de marzo de 2020         | 11   | Historia original En coproducción con MAPPA                    | [ 6 ]         |
| 2022 | Atasha Kawashiri Kodama da yo: Dangerous Lifehacker no Tadareta Seikatsu | Shingo Kaneko                      | 14 de enero de 2022          | 12 de agosto de 2022        | 24   | Adaptación del manga escrito e ilustrado por Kodama Kawashiri. | [ 7 ]         |
| 2023 | Undead Girl Murder Farce                                                 | Mamoru Hatakeyama                  | 6 de julio de 2023           | 28 de septiembre de 2023    | 13   | Adaptación de la novela escrita por Yugo Aosaki.               | [ 8 ] [ 9 ]   |
| 2024 | Shōshimin Series                                                         | Mamoru Kanbe                       | 7 de julio de 2024           | 15 de septiembre de 2024    | 10   | Adaptación de la novela escrita por Honobu Yonezawa.           | [ 10 ] [ 11 ] |
| 2025 | Shōshimin Series 2nd Season                                              | Mamoru Kanbe                       | 6 de abril de 2025           | 22 de junio de 2025         | 12   | Secuela de Shōshimin Series.                                   | [ 12 ] [ 13 ] |
| 2026 | Seihantaina Kimi to Boku                                                 | Takayoshi Nagatomo                 | Enero de 2026                | —                           | —    | Adaptación del manga escrito e ilustrado por Kōcha Agasawa.    | [ 14 ] [ 15 ] |

### Películas
| Año  | Título                      | Director(es)     | Duración                      | Notas                                                                 | Refs.  |
| ---- | --------------------------- | ---------------- | ----------------------------- | --------------------------------------------------------------------- | ------ |
| 2022 | Re:cycle of the Penguindrum | Kunihiko Ikuhara | 124m (parte 1) 142m (parte 2) | Recapitulación de Mawaru Penguindrum En coproducción con Brain's Base | [ 16 ] |

### OVAs
| Año  | Título                     | Director(es)      | Fecha de primera transmisión | Fecha de última transmisión | Eps. | Notas                                                     | Refs.  |
| ---- | -------------------------- | ----------------- | ---------------------------- | --------------------------- | ---- | --------------------------------------------------------- | ------ |
| 2019 | Wotaku ni Koi wa Muzukashī | Yayoi Takano      | 29 de marzo de 2019          | 14 de octubre de 2021       | 3    | Relacionado con Wotaku ni Koi wa Muzukashī                | [ 17 ] |
| 2022 | Onna no Sono no Hoshi      | Mamoru Hatakeyama | 8 de diciembre de 2022       | 8 de diciembre de 2022      | 1    | Adaptación del manga escrito e ilustrado por Yama Wayama. | [ 18 ] |